# 福蔵寺 (徳島市)
福蔵寺（ふくぞうじ）は、徳島県徳島市に位置する真言宗大覚寺派の寺院である。山号は向陽山。本尊は千手観音。
阿波西国三十三観音霊場3番札所。徳島二十四ヶ所地蔵霊場16番札所。

## 歴史
行基が天平年間（729年 - 749年）に当地に修行しにきていた際、地蔵菩薩一体を彫刻し安置したが、火災等によりほとんど衰微してしまった。その後、寛永年中に宥遍上人によって再興された。それまでは「岡の坊」または「地蔵坊」と称していたが、現在の福蔵寺と改めた。

## 前後の札所
阿波西国三十三観音霊場
2 善福寺 ---- 3 福蔵寺 ---- 4 光徳寺

## 交通
- JR「佐古駅」より徒歩で約5分。
- 徳島自動車道「徳島インターチェンジ」より車で約15分。